# Thérèse Paquet-Sévigny
Pour les articles homonymes, voir Paquet et Sévigny.
Thérèse Paquet-Sévigny, née le 3 février 1934 à Sherbrooke dans la province de Québec et morte le 16 mars 2025 à Montréal, est une diplomate canadienne. En 1987, elle devient la première femme nommée sous-secrétaire générale au sein de l'Organisation des Nations unies. Elle est à la tête du département de l'information de 1987 à 1992. Elle est également secrétaire générale et conseillère principale d'Orbicom, affilié à l'UNESCO.

## Biographie
En 1983, Paquet-Sévigny devient vice-présidente des communications à la Société Radio-Canada. Elle enseigne également à l'Université de Montréal,.
Thérèse Paquet-Sévigny meurt à Montréal le 16 mars 2025 à l'âge de 91 ans.